# Селвафранка (Кампобасо)
Селвафранка је насеље у Италији у округу Кампобасо, региону Молизе.
Према процени из 2011. у насељу је живело 121 становника. Насеље се налази на надморској висини од 755 м.